# Tuzik
Tuzik es un poblado localizado en el municipio de Espita, en Yucatán, México. Forma parte del Litoral Oriente o Región I de Yucatán. Tiene una altitud de 20 metros. La población de la localidad fue de 380 según el censo de 2010 realizado por el INEGI.

## Geografía
kunché se localiza en las coordenadas 21°06′44″N 88°28′18″O / 21.11222, -88.47167 (21.112222, -88.471667). De acuerdo con el censo de 2010, la población tiena una altitud promedio de 20 metros sobre el nivel del mar.

## Demografía
Según el censo de 2010 realizado por el INEGI, la población de la localidad era de 380 habitantes, de los cuales 190 eran hombres y 190 mujeres.